# Kulti (Indien)

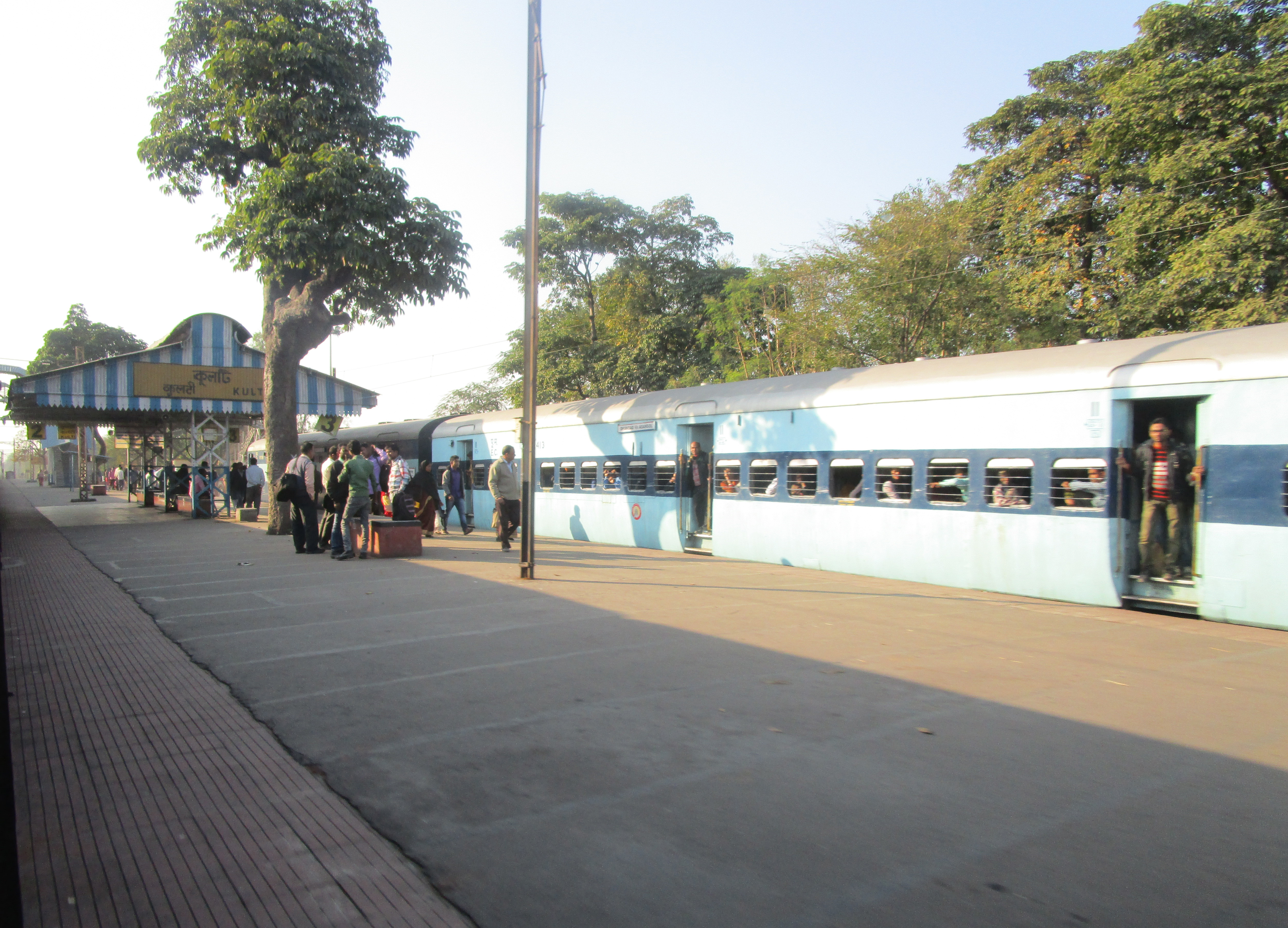
Bahnhof Kulti in Asansol

Kulti (Bengalisch: কুলটি) war eine Stadt im indischen Bundesstaat Westbengalen mit rund 314.000 Einwohnern (Volkszählung 2011). Die Stadt ist seit 2015 Teil der Municipal Corporation Asansol.
Kulti ist ein industrieller Standort und war 1904 die erste Stadt Indiens, in der Stahl produziert wurde.

## Bevölkerung
Kulti hat ein Geschlechterverhältnis von 923 Frauen pro 1000 Männer und damit einen für Indien häufigen Männerüberschuss. Die Stadt hatte 2011 eine Alphabetisierungsrate von 75,41 % (Männer: 82,85 %, Frauen: 67,34 %). Die Alphabetisierung liegt damit weit über dem nationalen Durchschnitt und dem von Westbengalen. Knapp 78,7 % der Bevölkerung sind Hindus, ca. 19,9 % sind Muslime, ca. 0,6 % sind Sikhs, ca. 0,1 % sind Christen und ca. 0,5 % gaben keine Religionszugehörigkeit an oder praktizierten andere Religionen. 11,3 % der Bevölkerung sind Kinder unter 6 Jahre. Knapp 56,4 % der Bevölkerung leben in Slums oder Elendsvierteln.